# Réservoir Blanc
Le réservoir Blanc est un lac de barrage situé dans la ville de La Tuque, au Québec, au Canada. Ce lac a été créé en 1930 par la construction de la centrale de Rapide-Blanc sur la rivière Saint-Maurice. L'année 1996 a marqué la fin d'une période de 150 ans de drave sur la rivière Saint-Maurice ; conséquemment, les amateurs d'activités récréotouristiques se sont réapproprié la rivière Saint-Maurice dont le segment couvert par le réservoir Blanc.

## Géographie
À la suite de l'érection du barrage de la Centrale de Rapide-Blanc, le haussement des eaux de la rivière Saint-Maurice sur le territoire limitrophe a créé la forme de ce réservoir. En amont, le réservoir Blanc débute au pied de la Centrale des Rapides-des-Cœurs et s'étend sur 22,75 km jusqu'à la Centrale de Rapide-Blanc. À partir de la Centrale des Rapides-des-Cœurs, la rivière coule vers le sud-est : d'abord sur deux km jusqu'à l'embouchure de la rivière Windigo, puis sur trois km avant d'atteindre un coude de la rivière près du hameau Mactavish. À cet endroit, la rivière s'élargit sur deux kilomètres et forme un "T" en recueillant les eaux du bras sud-ouest du réservoir. De là, la rivière se redirige en ligne droite vers le nord-est sur 13 km. Puis, la rivière bifurque vers le sud pour parcourir 4,75 km avant d'atteindre la Centrale de Rapide-Blanc. En passant devant la réserve indiennes de Coucoucache, la rivière s'élargit sur 3,5 km à cause d'une grande baie du côté sud.
Entre les hameaux de MacTavish et Windigo, la chemin de fer du Canadien National traverse sur 5,75 km (sur une jetée dans le sens nord-ouest vers le sud-est) le Réservoir Blanc (près de la rive ouest), là où la rivière forme un "T", reliant les bras nord-est et sud-est. À partir de ce "T", l'embranchement sud-ouest du réservoir s'étend sur six kilomètres, puis bifurque vers le sud sur 2,75 km avant d'atteindre l'Île Blanche, "La Pourvoirie du Lac Oscar inc" et la route forestière 25. La rivière Flamand se jette à la confluence avec la rivière Flamand Ouest dans le bras sud-ouest du Réservoir Blanc.
Le réservoir Blanc reçoit les eaux des tributaires suivants :
- côté nord : Rivière Windigo, Ruisseau des Sauvages, Rivière Jolie, Rivière Pierriche et Petite rivière Pierriche ;
- côté sud : Ruisseau Cadieux (qui se déverse à la hauteur du Rapides de la tête du Rapides-Blanc) et le ruisseau Mazurette (qui se déverse en face de l'embouchure de la rivière Pierriche) ;
- côté ouest : rivière Flamand, rivière Flamand Ouest.

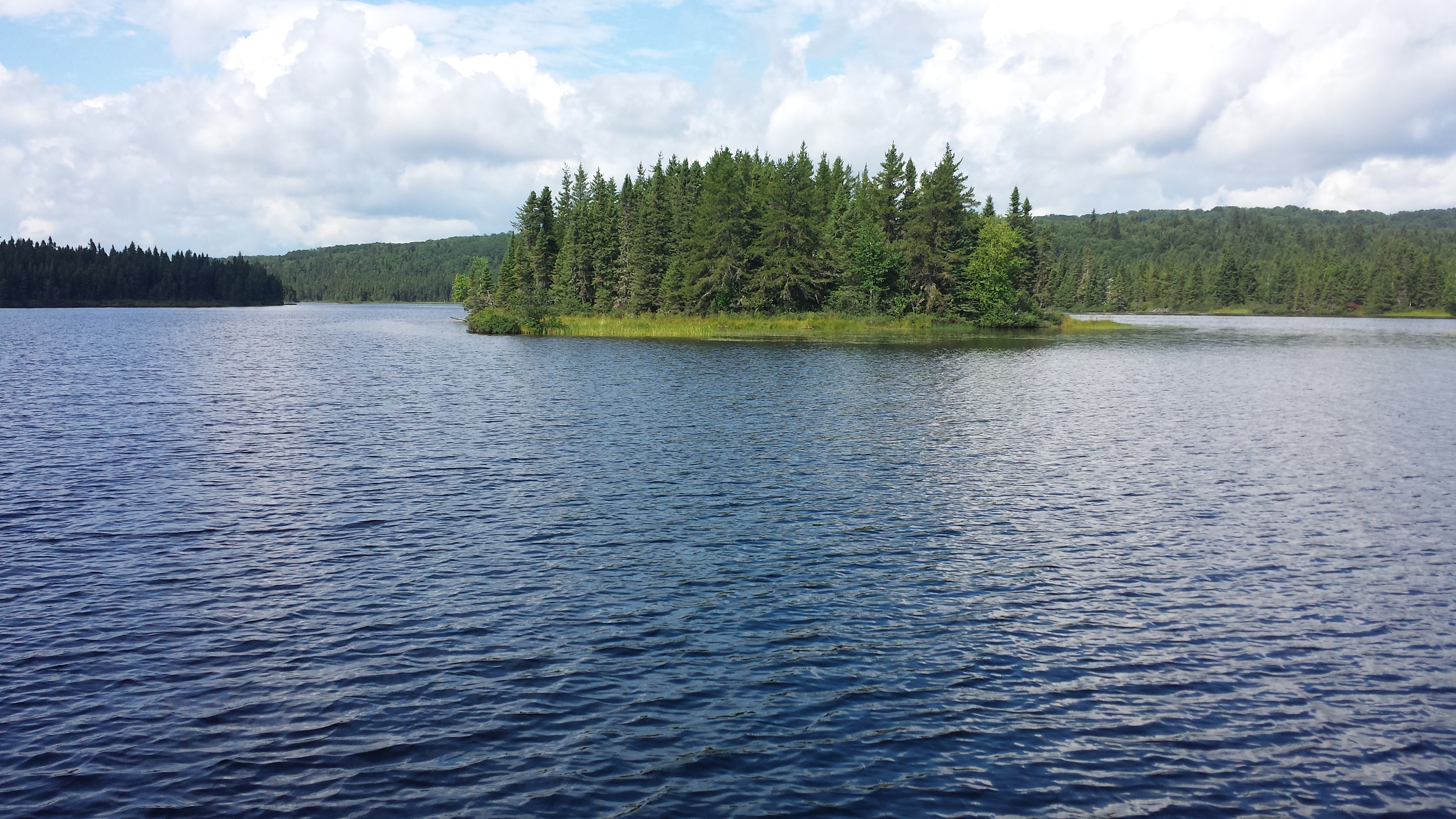
Île sauvage non identifiée sur le Réservoir Blanc.

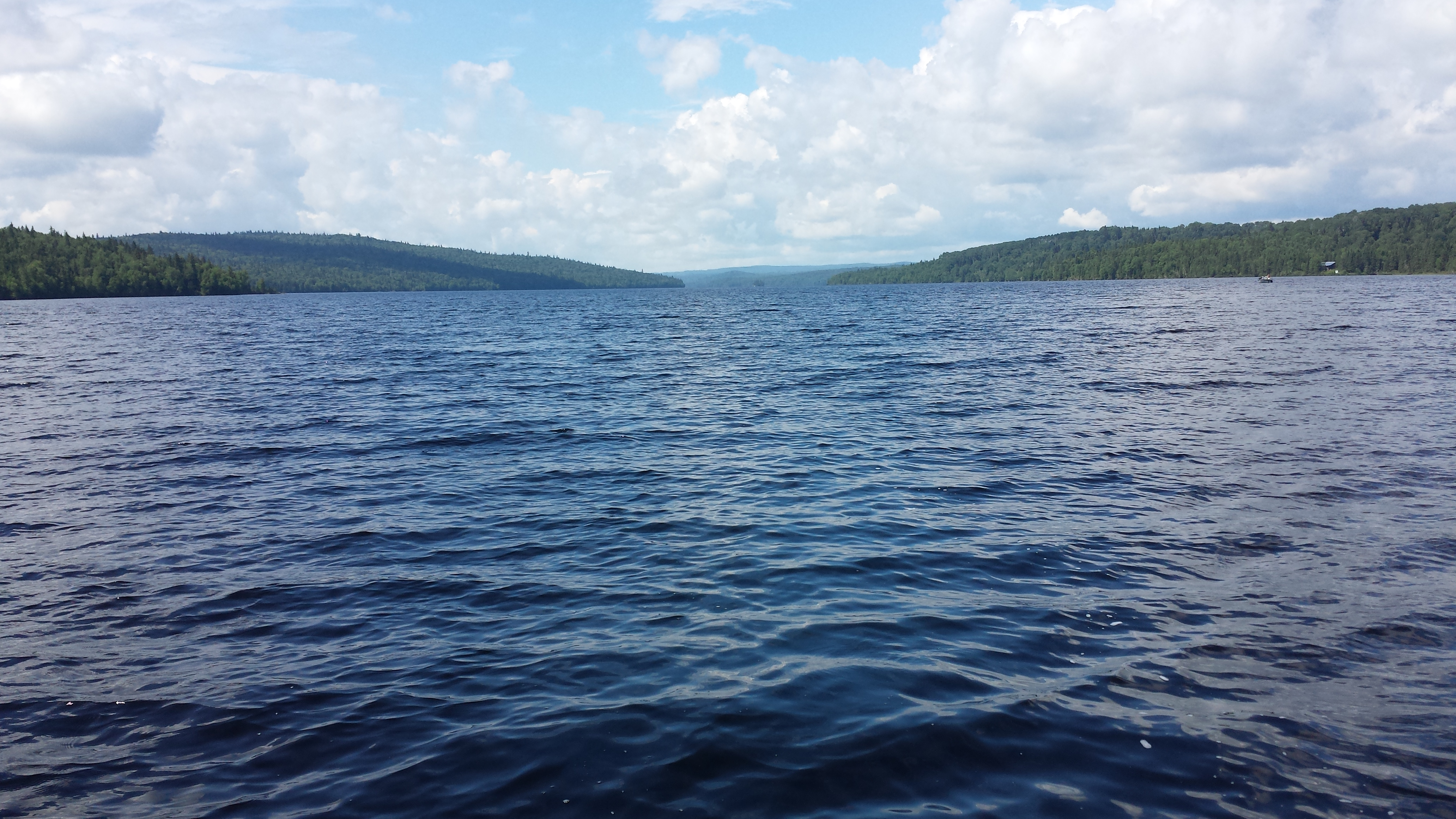
Réservoir Blanc - Photo de juillet 2015 prise à la hauteur de l'embouchure de la Petite rivière Pierriche.

## Toponymie
Jadis désigné réservoir du Rapide Blanc, la nouvelle désignation de ce réservoir commémore le rapide Blanc. Ce rapide de la Rivière Saint-Maurice a été inondé lors de la construction de la centrale de Rapide-Blanc ; conséquemment, il ne reste que les rapides de la Tête du Rapide Blanc, qui sont situés à l'aval du barrage. Le nom du rapide est connu depuis au moins le XIXe siècle.
Le toponyme Réservoir Blanc a été officialisé le 5 décembre 1968 à la Commission de toponymie du Québec.